# Diri ak pwa

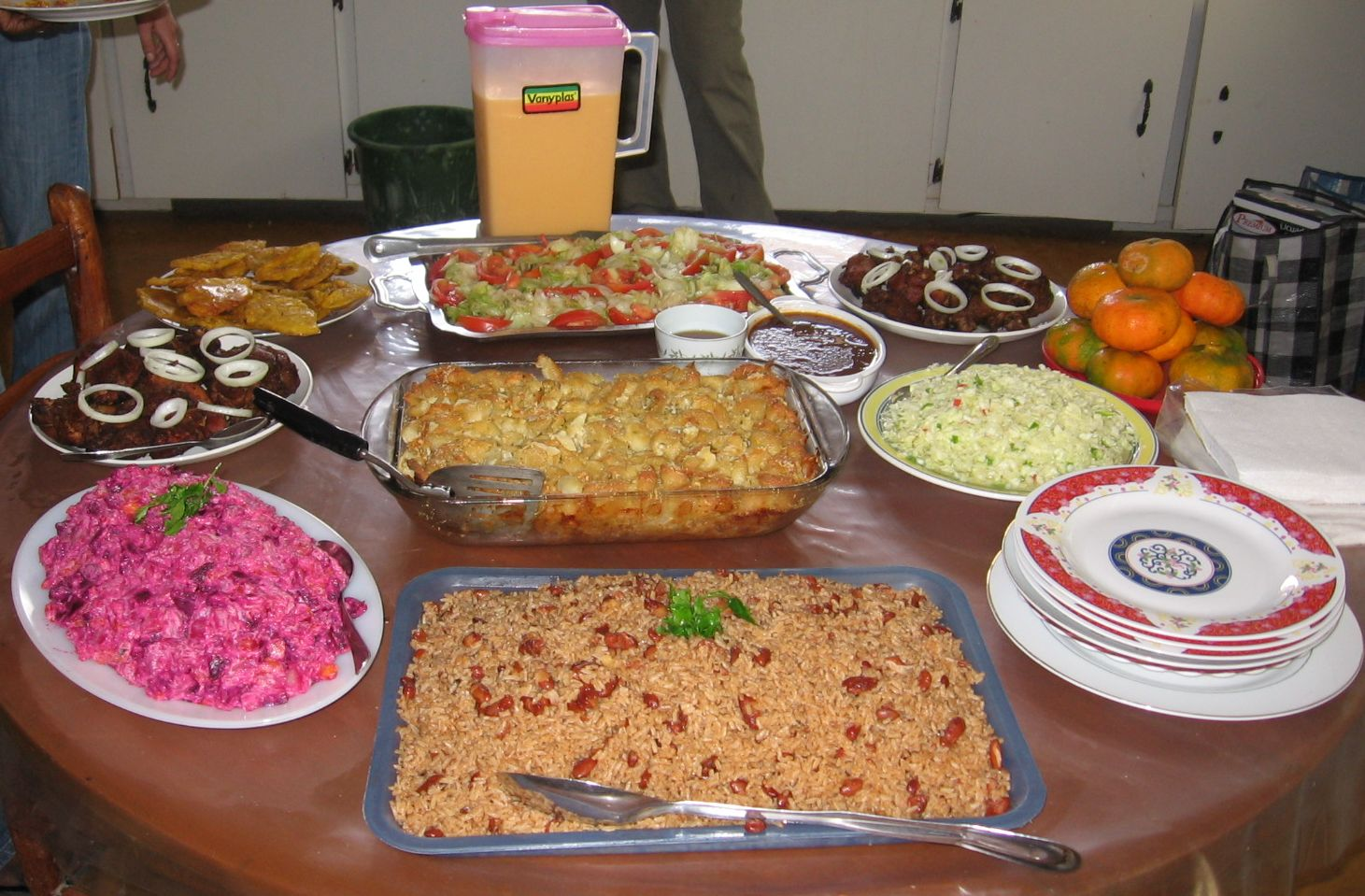
Centraal vooraan de diri ak pwa tussen andere Haïtiaanse gerechten

Diri ak pwa, ook diri kolé ak pwa (Frans: Riz collé aux pois) is een Haïtiaans recept met rijst en bonen.
Diri kolé ak pwa is de nationale rijstschotel in Haïti. Door de lage kostprijs van de ingrediënten is het een dagelijks gerecht voor vele Haïtianen. Dat was het al tijdens de slavernij, toen de slaven dit van hun eigenaars kregen.